# Oasi Torre di Mare
L'Oasi Torre di Mare è un'oasi di Legambiente che si trova lungo la costa della località Torre di Mare, nel comune di Capaccio Paestum, in Campania. 
La pineta è stata realizzata dai volontari di Legambiente nel 1997 per tutelare e preservare questa area dalle costruzioni abusive. 
È l'unico esempio in Campania di oasi marina protetta e di libero accesso e si estende per 20 ettari in circa 500 metri linerai. 